# Bund Europäischer Pfadfinder
Der Bund Europäischer Pfadfinder (BEP) ist ein kleiner deutscher Pfadfinderbund. Er ist Mitgliedsverband des Deutschen Pfadfinder*innenverbandes (DPV) und der Confédération Européenne de Scoutisme  (CES).

## Geschichte
Die Wurzeln des BEP liegen im Bund Europäischer Jugend, der ein Europa "ohne Grenzpfähle" verwirklichen wollte. Aus dem BEJ entstanden 1952 die Europa-Scouts mit Gruppen in mehreren Staaten, unter anderem in Deutschland und Österreich.
1954 änderte der deutsche Verband seinen Namen in Bund Europäischer Pfadfinder/Europa-Scouts. Im gleichen Jahr schlossen sich die deutschen Europa-Scouts kurzfristig mit der Bündischen Pfadfinderschaft aus Berlin zusammen, einer Abspaltung vom Deutschen Pfadfinderbund. Nach nur einem Jahr brach dieses Verbindung aber wieder, weil die Bündische Pfadfinderschaft nach Darstellung des BEP zu wenig europäisch orientiert war.
Nachdem es 1956 zu Differenzen innerhalb der Europa-Scouts gekommen war, verließ der BEP diesen Dachverband und gründete gemeinsam mit den französischen Europa-Pfadfindern die Fédération du Scoutisme Européen (FSE). Diesem Dachverband schlossen sich in der Folge weitere nationale Pfadfinderverbände an.
Während der 1970er Jahre kam es innerhalb der FSE zu Konflikten mit dem französischen Verband, unter anderem zu den Themen Koedukation und konfessionelle Bindung. Deshalb verließ der BEP gemeinsam mit anderen europäischen Verbänden 1978 die FSE und gründete einen neuen Dachverband, die CES.
Seit Anfang der 1980er Jahre legte der BEP stärkeren Wert auf die nationale Zusammenarbeit mit anderen Pfadfinderbünden. 1982 wurde er erst kooperatives Mitglied, ein Jahr später dann festes Mitglied im DPV.

## Gruppen

### Volle Mitglieder
- Gruppe Goten in Marburg
- Gruppe Lichtstafette in Wuppertal
- Gruppe Mauritius in Köln
- (ehem.) Gruppe Kreuzritter in Münster

### Probemitglieder
- Gruppe Drei Lilien in Frankfurt